# Mirrors 2
Mirrors 2 ist ein US-amerikanischer Horrorfilm aus dem Jahr 2010. Der Film ist eine Fortsetzung zu Mirrors, hat aber eine komplette andere Besetzung und wurde auch nicht im Kino veröffentlicht.

## Handlung
Max Matheson und seine Verlobte Kayla erleiden einen Autounfall, bei dem sie stirbt, während er wiederbelebt wird. Obwohl der Unfallgegner betrunken und damit verantwortlich war, wird Max seine Schuldgefühle auch nach Gesprächen mit der Psychiaterin Dr. Beaumont nicht los.
Sein Vater Jack eröffnet den Neubau des Mayflower Department Store in New Orleans. Dort hat sich der bisherige Nachtwächter beim Blick in den Spiegel mit Glasscherben den Mund verstümmelt und dann gekündigt. Deshalb engagiert Jack Max als neuen Nachtwächter. Er stellt ihm die Einkäuferin Jenna McCarthy, den Filialleiter Keller Landreaux und den VP of Operations Ryan Parker vor. Kurz vor seiner ersten Schicht sieht Max im Spiegel des Pausenraums eine tote Frau im Spiegel.
Darauf folgt ein Bild der nackten Jenna, die sich den Kopf abreißt. Währenddessen verletzt sich die echte Jenna unter der Dusche beim Rasieren der Beine. Als sie ihr Spiegelbild sieht, stürzt sie rückwärts in die Dusche und wird von einer herabfallenden Scherbe geköpft. Max erfährt am nächsten Tag davon. Beaumont erklärt ihm die Spektrophobie.
Am nächsten Abend hat Max im Mayflower eine Vision von Ryan mit offenen Gedärmen. Zur selben Zeit wird Ryan zuhause von seinem Spiegelbild getötet, das ihm erst die Achillessehnen durchschneidet und dann den Bauch aufschlitzt. Max hat noch vergeblich versucht, Ryan telefonisch zu warnen, und ist dann zu dessen Haus gerannt. Max ruft sein Vater an, um seinen Job zu kündigen, weil ihn die Visionen zu sehr belasten. Dann hat er eine Vision zu ihm. Er kommt rechtzeitig bei Jack zu Hause an, um ihn daran zu hindern, sich mit dem Pizzaschneider das Gesicht zu zerstören. Daraufhin entscheidet er sich, doch noch weiterzuarbeiten. Verzweifelt fragt er den Geist im Spiegel, was dieser von ihm will.
Die Detectives Huston und Piccirilli sprechen ihn vor dem Mayflower an, weil sie es verdächtig finden, dass zwei von Max’ Kollegen gestorben sind. Doch Max verweist auf seinen Anruf bei Ryan und sieht keine Schuld bei sich. Im Gebäude weist das Licht der Taschenlampe aus dem Spiegel erst zu einem alten Mitarbeiter-Ausweis und dann zu einer Vermisstenanzeige. Es geht um Eleanor Reigns, die vor zwei Monaten als neue Mitarbeiterin von Mayflower verschwunden ist.
Max spricht deren ältere Schwester Elizabeth an. Sie erklärt ihm, dass Eleanor nach einer Party der Firma verschwand. Er erzählt ihr von dem tödlichen Autounfall, bei dem er Kayla verlor. Danach will er alte Aufnahmen der Überwachungskameras heraussuchen, doch die Aufnahmen des Tages von Eleanors Verschwinden wurden von dem vorherigen Nachtwächter Henry Schow gelöscht.
Gemeinsam besuchen Max und Elizabeth den Mann. Henry antwortet nur widerwillig. Er sagt jedoch, dass Keller Landreaux ihn zum Löschen der Videos gezwungen habe, und gibt einen Hinweis auf das Untergeschoss von Mayflower. Dort entdeckt Max einen verstecken Raum, den er durchsucht. Hinter ihm taucht Keller auf und bringt Elizabeth mit einer Pistole in seine Gewalt.
Parallel ist zu sehen, was vor zwei Monaten geschah. Bei der Party gab Jenna Drogen in Eleanors Getränk, während diese im Gespräch mit Ryan war. Keller schleppte die betrunkene Eleanor ins Auto, wo er sie vergewaltigte. Eleanor versuchte zu fliehen, woraufhin Keller sie tötete und die Leiche im Untergeschoss versteckte. Dann zwang er Henry, die Aufnahmen der Überwachungskamera zu löschen.
Max konnte durch seine Nahtoderfahrung beim Autounfall in die andere Welt blicken. Nachdem Elizabeth die Wahrheit erfahren hat, rettet Max sie nach einem Kampf mit Keller. Max stößt den Mörder in den großen Spiegel, wo Eleanors Geist ihn tötet, bevor der Spiegel zerspringt. Auf der Polizeiwache gesteht Henry seine Beihilfe zum Mord. Als die Polizisten das Verhörzimmer verlassen, zerbricht der Spiegel und Eleanors Geist tötete Henry.